# Майский (Туапсинский район)
Майский — посёлок в Туапсинском районе Краснодарского края.
Входит в состав Небугского сельского поселения с центром в селе Небуг.

## География
Расположен в 14 км от села Агой и в 25 км от города Туапсе на мысе Широкий северной оконечности Небугской бухты.

## История
Посёлок Майский (посёлок санатория имени 1-го Мая) Агойского сельского Совета зарегистрирован в списках населённых пунктов решением Краснодарского крайисполкома от 28 октября 1958 года.
На 1 января 1987 года в посёлке проживало 258 человек. По данным переписи на 1989 год — 111 человек, из них: русских — 92 чел., украинцев — 9 чел., армян — 9 чел., адыгейцев — 3 чел.
С 1992 года посёлок граничит с оздоровительным комплексом «Белая Русь». 

## Население
| 1989 | 1999 | 2002 | 2010 |
| ---- | ---- | ---- | ---- |
| 111  | ↗113 | ↗127 | ↘89  |

## Улицы
В посёлке всего одна улица — Центральная.